# Erkylä

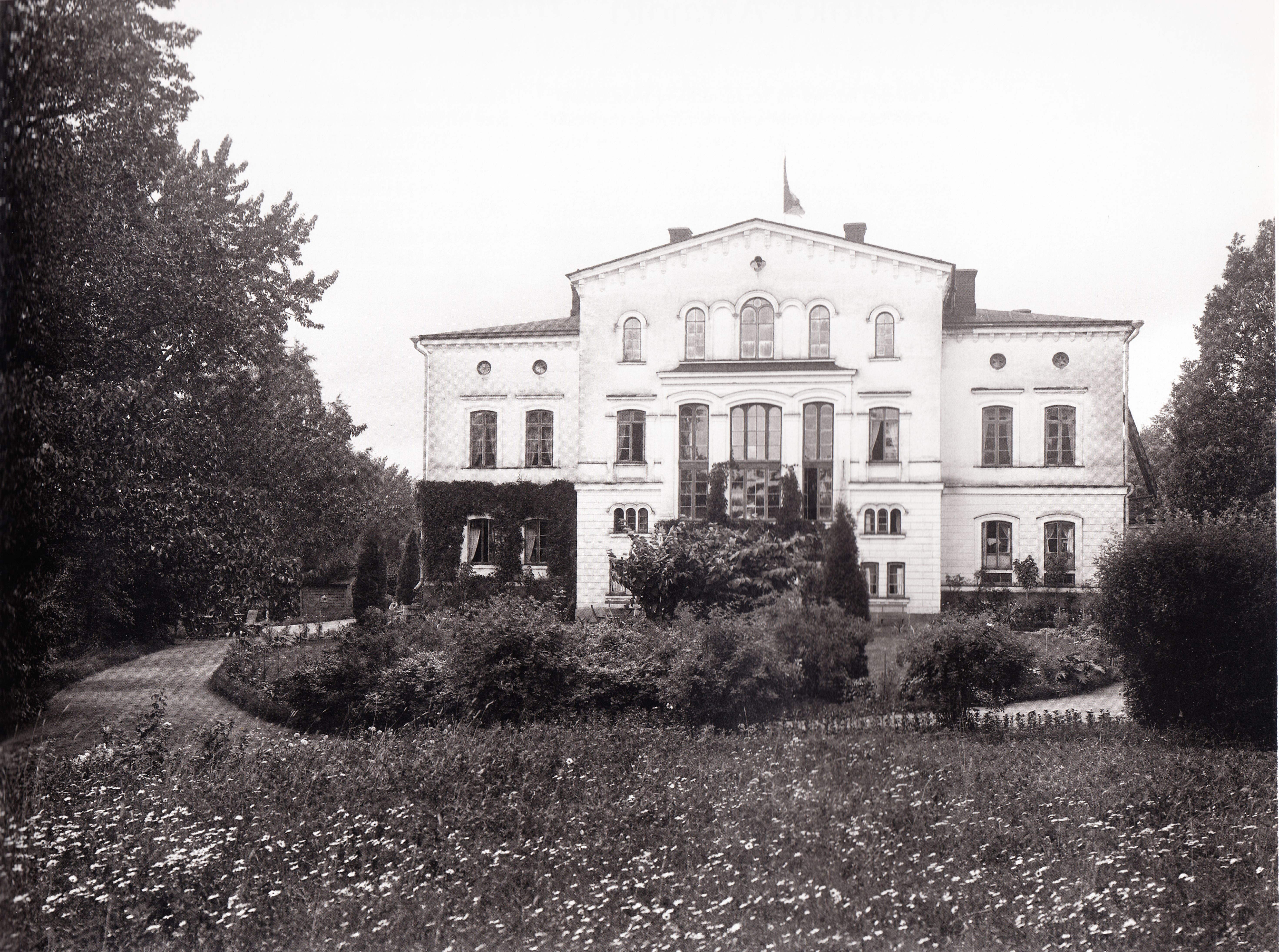
Erkylä.

Erkylä är en herrgård i Hausjärvi i det finländska landskapet Egentliga Tavastland. 
Erkylä blev herrgård i slutet av 1700-talet, då ett antal hemman i Erkylä by sammanslogs till ett egendomskomplex, som efter huvudgården, ett sedan mitten av 1500-talet känt kronorusthåll, kallades Erkylä. Egendomen ägdes från 1779 till långt in på följande sekel av släkten von Marqvard, därefter (1833–1843) av generalmajor Gustaf Adolf Ehrnrooth och sedan av släkterna Munck (1843–1927), Fabritius (1927–1981) och Brotherus (sedan 1981). Generalen, friherre Johan Reinhold Munck lät 1846–1850 uppföra den nuvarande slottsliknande, av Anders Fredrik Granstedt ritade, huvudbyggnaden, vilken har drag av flera historiska stilarter, främst empir och gotik. Erkylä, som förr var en av Finlands största egendomar (omkring 10 000 hektar i mitten av 1800-talet), har numera på omkring 2 300 hektar, varav 230 hektar åker. Östra delen av Hyvinge är byggd på mark som tillhört Erkylä.